# Derkuł (dopływ Dońca)
Derkuł (uk. ros. Деркул Derkuł) – rzeka w Rosji (obwód rostowski) i na Ukrainie (obwód ługański), lewy dopływ Dońca; długość 165 km, powierzchnia dorzecza 5 180 km².

## Literatura
- (ros.) W haśle użyto informacji zawartych w Wielkiej Encyklopedii Radzieckiej, hasło "Деркул".